# Total Commander
Total Commander je dvoupanelový správce souborů pro operační systém Microsoft Windows, Pocket PC, Windows CE, Windows Mobile a Android. Lze jej však spustit i na Linuxu pomocí Wine.

## Historie
Vývoj programu Total Commander začal v roce 1992.
- První veřejná verze byla uvolněna 25. září 1993. Jednalo se o 16bitovou aplikaci pro Windows 3.1x s názvem Windows Commander. Tato počáteční verze byla pouze v němčině.

- První anglická verze (Windows Commander 1.10) byla uvolněna v prosinci 1993.

- První mezinárodní verze (Windows Commander 1.40) byla uvolněna v srpnu 1994. Tato verze byla lokalizovaná do němčiny, angličtiny a francouzštiny. Následovala dánština (verze 1.50) a nizozemština(verze 1.51).

- První 32bitová verze (Windows Commander 3.0) byla uvolněna v prosinci 1996.
Byla to zcela nová verze naprogramována v Delphi. (Předchozí verze byly programovány v Turbo Pascalu.)

- Windows Commander přejmenován na Total Commander
Program se do verze 5.11 (16. září 2002) jmenoval Windows Commander, ale z důvodu sporu o ochrannou známku „Windows“ byl od verze 5.50 (29. října 2002) přejmenován na Total Commander. (Vlastník ochranné známky Windows uvedl, že používání pojmu Windows v názvu programu by mohlo vést k nejasnostem ohledně vlastnictví software.)

- Poslední 16bitová verze (Total Commander 6.58) byla uvolněna v dubnu 2008.
- První verze s plnou podporou Unicode (Total Commander 7.50) byla uvolněna v září 2009.
- Finální verze pro systém Android byla uvolněna v květnu 2012.
- Finální 64bitová verze (Total Commander 8.0) byla uvolněna 23. května 2012.[2]
- Aktuální verze pro Windows je Total Commander 11.03 z 21. února 2024.

## Výčet hlavních vlastností
Koncepce programu Total Commander vychází z původních dosových manažerů jako byl Norton Commander. Hlavní vlastností manažeru jsou dva panely s výpisem adresářů a souborů vedle sebe. Program je lokalizován do mnoha jazykových mutací. Slouží především pro správu souborů na discích, ale díky integrovanému FTP klientu jej lze použít i pro připojení se na vzdálené disky. Další možností pro rozšíření vlastností programu a tím i jeho využití je propracované API pro psaní vlastních pluginů. Pomocí těchto pluginů lze prohlížet obrázky, přehrávat skladby ve všech používaných formátech (jako jsou MP3, WMV, Ogg apod.), editovat registr Windows či programy, které se spouští při spuštění Windows. Možnosti pluginů jsou téměř neomezené.
Další důležitou vlastností programu je práce s archivy, se kterými Total Commander umožňuje pracovat jako s adresáři. Díky vnitřní podpoře formátů ZIP, 7ZIP, ARJ, LZH, tar, GZ, TGZ, RAR, UC2 a ACE je možnost zpracovat většinu archivů. Další podporu pro archivy lze přidat pomocí pluginů.

## Vývoj a licence
Vyvíjí jej Christian Ghisler (Švýcarsko) ve vývojovém prostředí Lazarus/Free Pascal (64bitová verze), Borland Delphi 2 (32bitová verze) a v Borland Delphi 1 (16bitová verze) a je šířen jako shareware, pro vyzkoušení si jej můžete nainstalovat a po dobu 30 dní bezplatně zkoušet. Používání po 30denní zkušební době vyžaduje registraci. V opačném případě jste povinni jej odinstalovat.
Total Commander pro Pocket PC/WinCE/Android je šířen jako freeware.

## Obdobné programy
- Altap Salamander (Windows)
- Krusader (KDE, Unix)
- Midnight Commander (multiplatformní)